# (4882) Divari
(4882) Divari est un astéroïde de la ceinture principale.

## Description
(4882) Divari est un astéroïde de la ceinture principale. Il fut découvert le 21 août 1977 à Naoutchnyï par Nikolaï Tchernykh. Il présente une orbite caractérisée par un demi-grand axe de 2,49 UA, une excentricité de 0,10 et une inclinaison de 4,8° par rapport à l'écliptique.

## Compléments